# FlixBus

Flixbus úticélok

A FlixBus (stilizálva FLiXBUS) a FlixMobility Gmbh német cég márkaneve, amely távolsági buszszolgáltatást kínál Európában. 2013-ban a német buszpiaci deregulációt követően indította el szolgáltatását a cég, azzal a céllal, hogy alternatívát kínáljon a telekocsi, illetve az állami Deutsche Bahn által kínált vasúti személyszállítás mellé. A Flixbus gyorsan nő Európa-szerte. A társaság befektetői között szerepel a General Atlantic, a Holtzbrinck Ventures és a Silver Lake Partners.

## Üzleti modell

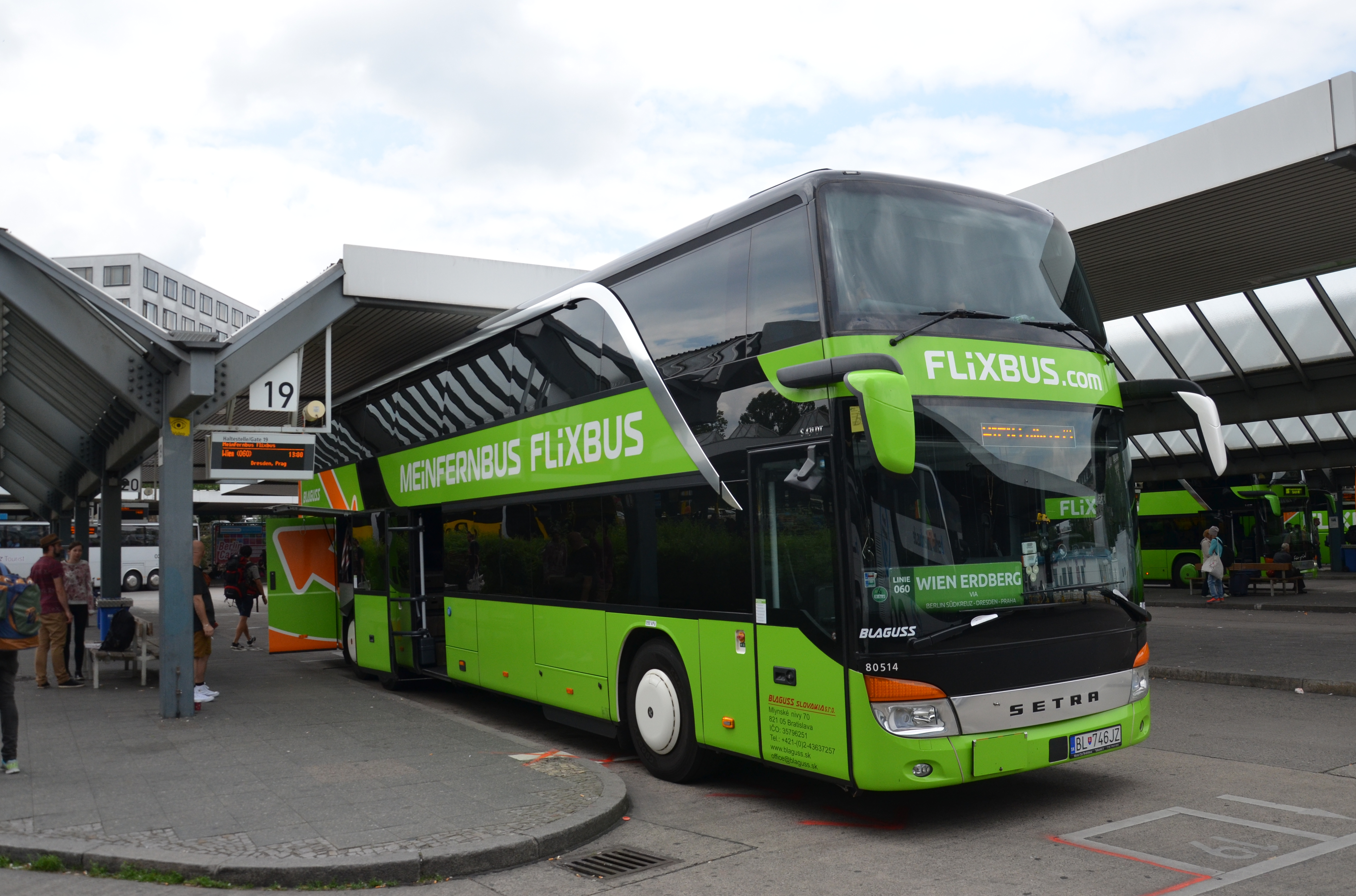
Setra S 431 DT

A Flixbus Európa-szerte regionális buszvállalatokkal működik együtt. A helyi partnerek a felelősek az útvonalak mindennapi kiszolgálásáért, míg Flixbus gondoskodik a hálózattervezésről, marketingről, árképzésről, minőségirányításról, valamint az ügyfélszolgálat működtetéséről. Ez az üzleti modell tette lehetővé a vállalat számára a gyors növekedést. 

## Növekedés
Flixbust 2011-ben Münchenben alapította Daniel Krauss, Jochen Engert és André Schwämmlein, az első útvonal 2013 februárjában indult Németországban. Egy éven belül a Flixbus országos hálózattal rendelkezett. A MeinFernbusszal való egyesülés után a cég bejelentette, hogy üzleti modelljét internacionalizálja. 
2016 januárjában a Flixbus bejelentette, hogy belép a közép-kelet európai piacra és szolgáltatni kezd majd Magyarországon, Csehországban, Szlovákiában, Romániában, Lengyelországban, Szlovéniában és Horvátországban is. Budapesti irodáját végül 2017-ben nyitotta meg, ami a vállalat régiós központja lett.  
2017 végén a Polskibus cég is beolvadt a Flixbusba.

## Flixtrain
A cég megjelent a vasúti közlekedés területén is, 2020-ban három útvonalon közlekedtek a társaság járatai. 2024-re ez öt útvonalra bővült.